# Кетрін Пламмер
Кетрін Роуз Пламмер (у шлюбі — Кетрін Боден; 16 жовтня 1998) — американська волейболістка, догравальник. Віцечемпіонка літніх Олімпійських ігор 2024 року в Парижі. Переможниця Ліги націй, Ліги чемпіонів ЄКВ і клубного чемпіонату світу.

## Із біографії
Триразова чемпіонка Національної асоціації студентського спорту в складі волейбольної команди «Кардіналз» із Стенфордського університету. У 2018 році була визнана найкращою спортсменкою за версією Союзу спортсменів-аматорів США; до цього нагороду Джеймса Едварда Саллівана з волейболісток отримувала лише Лорен Карліні. Американська асоціація волейбольних тренерів двічі її називала найкращою волейболісткою року (2017, 2018). У сезоні 2018/2019 була визнана найкращою волейболісткою за версією «Honda Sports Award».
Срібна призерка світової першості 2015 серед дівчат до 18 років. У фіналі американки поступилися італійкам з Паолою Егону і Алессією Орро в складі. Чемпіонка світу 2014 з пляжного волейболу серед дівчат до 17 років у парі з Морган Мартін. Разом з Милицею Міркович стала бронзовою призеркою чемпіонатів світу серед дівчат до 19 і 21 років (2016, 2017).
30 грудня 2019 уклала перший професійний контракт з італійським клубом «Саугелла» з Монци. За три сезони у складі «Імоко» стала переможницею Ліги чемпіонів, клубного чемпіонату світу і триразовою чемпіонкою Італії.

## Клуби
| Роки      | Команди                  |
| --------- | ------------------------ |
| 2019–2020 | «Саугелла» (Монца)       |
| 2020–2021 | «Денсо Ейрбіс» (Нісіо)   |
| 2021–2024 | «Імоко» (Конельяно)      |
| 2024–     | «Еджзаджибаши» (Стамбул) |

## Досягнення
У збірній
Олімпійські ігри
- Друге місце (1): 2024

Ліга націй
- Перше місце (1): 2021

У клубах
Ліга чемпіонів ЄКВ
- Перше місце (1): 2024
- Друге місце (1): 2022

Клубний чемпіонат світу
- Перше місце (1): 2022

Чемпіонат Італії
- Перше місце (3): 2022, 2023, 2024

Кубок Італії
- Перше місце (3): 2022, 2023, 2024

Суперкубок Італії
- Перше місце (3): 2021, 2022, 2023

## Статистика
Статистика виступів на Олімпійських іграх:
| Рік  | Турнір           | Ігри | Сети | Очки | Ср. | Місце | Примітки |
| ---- | ---------------- | ---- | ---- | ---- | --- | ----- | -------- |
| 2024 | Олімпійські ігри | 6    | 20   | 72   | 3,6 | 2     |          |

Статистика виступів у європейських клубних турнірах:
| Сезон   | Клуб                     | Турнір         | Ігри | Сети | Очки | Ср.  | Примітки |
| ------- | ------------------------ | -------------- | ---- | ---- | ---- | ---- | -------- |
| 2019/20 | «Саугелла» (Монца)       | Кубок ЄКВ      | 1    | 3    | 16   | 5,33 |          |
| 2021/22 | «Імоко» (Конельяно)      | Ліга чемпіонів | 7    | 20   | 68   | 3,4  |          |
| 2022/23 | «Імоко» (Конельяно)      | Ліга чемпіонів | 7    | 19   | 45   | 2,37 |          |
| 2023/24 | «Імоко» (Конельяно)      | Ліга чемпіонів | 9    | 35   | 130  | 3,71 |          |
| 2024/25 | «Еджзаджибаши» (Стамбул) | Ліга чемпіонів | 4    | 11   | 41   | 3,73 |          |